# Matchbox (nummer)
Matchbox is een rockabillynummer dat in 1956 is geschreven en opgenomen door de Amerikaanse zanger Carl Perkins. Het nummer is daarna opgenomen door een aantal andere artiesten, onder wie de Britse groep The Beatles.

## Voorlopers
Carl Perkins gebruikte regels uit oudere liedjes. In 1924 nam Ma Rainey een liedje met de naam Lost wandering blues op, met de regel
I'm sitting here wondering', will a matchbox hold my clothes.
In 1927 nam Blind Lemon Jefferson een liedje Match box blues op, dat veel leek op Lost wandering blues, nu met de regels
I'm sitting here wondering, will a matchbox hold my clothes
I'm sitting here wondering, will a matchbox hold my clothes
I ain't got no matches, but I still got a long way to go
die vrijwel letterlijk zijn overgenomen in het liedje van Perkins.
In de volgende jaren werd het nummer van Jefferson ook door anderen opgenomen, onder andere door Lead Belly en Big Bill Broonzy.

## Versie van Carl Perkins
Buck Perkins, de vader van Carl Perkins, deed zijn zoon het idee aan de hand om een nieuw liedje te schrijven rond een paar regels die hij zich vaag herinnerde. Op 4 december 1956 zette Perkins in de studio van Sun Records met enige hulp van Jerry Lee Lewis, die toen als pianist in dienst was bij de studio, het liedje in elkaar. Hij werd begeleid door:
- Jay Perkins, gitaar
- Clayton Perkins, contrabas
- W. S. ‘Fluke’ Holland, drums
- Jerry Lee Lewis, piano

Jay en Clayton waren Carls broers. 4 december 1956 was trouwens een gedenkwaardige dag in de geschiedenis van Sun. Ook Elvis Presley en Johnny Cash waren in de studio aanwezig. Met Perkins en Lewis hielden ze een jamsessie, die bekend is geworden als The Million Dollar Quartet.
In januari 1957 kwam Matchbox uit als B-kant van Your true love, dat ook op 4 december was opgenomen. Your true love bereikte de 67e plaats in de Amerikaanse Billboard Hot 100 en de 13e plaats in de Best Selling Retail Folk Records, de belangrijkste countryhitlijst.  Voor- en achterkant van de single verschenen later in 1957 op de langspeelplaat Dance album of Carl Perkins.
Toen Perkins kritiek kreeg dat hij stukken van het liedje van Blind Lemon Jefferson had overgenomen, reageerde hij dat hij het liedje van Jefferson nog nooit had gehoord toen hij Matchbox maakte. Bovendien is zowel de melodie als het thema heel anders. Jeffersons liedje gaat over een gemene vrouw, Perkins’ liedje over een jongen die aan de grond zit.

## Versie van The Beatles
The Beatles waren grote bewonderaars van Carl Perkins. Ze hebben drie van  zijn nummers in de studio opgenomen: naast Matchbox ook Honey don't en Everybody's trying to be my baby, allebei voor het album Beatles for Sale.
Daarnaast brachten ze veel van zijn nummers bij optredens. Matchbox stond al in 1961 op hun repertoire. Als zanger trad doorgaans de drummer Pete Best op. Toen hij vervangen was door Ringo Starr, nam deze ook de zangpartij in Matchbox over. Op Live! at the Star-Club in Hamburg, Germany; 1962, een verzameling opnamen tijdens het vijfde en laatste verblijf van de groep in Hamburg, treedt John Lennon echter als zanger op. Op Live at the BBC is Ringo als zanger te horen in een opname uit juli 1963.
The Beatles namen Matchbox op 1 juni 1964 op voor de ep Long tall Sally, die later die maand uitkwam in het Verenigd Koninkrijk. De plaat bevatte één nummer van Lennon-McCartney (I call your name) en drie covers, van Little Richard (Long Tall Sally), Larry Williams (Slow down) en Carl Perkins. Volgens sommige bronnen (waaronder The Beatles Bible) was Perkins in de studio aanwezig bij de opname van zijn nummer.
De versie die The Beatles opnamen verschilde enigszins van de versie die Perkins op de plaat had gezet. Ze had een couplet meer en van ‘will a matchbox hold my clothes’ maakten ze ‘matchbox hole in my clothes’.
In de Verenigde Staten kwam Matchbox in juli 1964 uit op het album Something New. In augustus bracht Capitol Records in de VS en Canada Matchbox en Slow down samen op een single uit (Capitol 5255). Matchbox haalde de 17e plaats in de Billboard Hot 100 en Slow down de 25e.
Het nummer staat ook op de verzamelalbums Rarities en Past Masters, Volume One.
De bezetting was:
- Ringo Starr, zang, drums
- John Lennon, sologitaar
- Paul McCartney, basgitaar
- George Harrison, slaggitaar
- George Martin, piano

Ringo’s zang werd versterkt door een overdub met zijn eigen stem.

## Andere covers
- Carl Perkins & Friends, een gelegenheidsformatie met onder anderen Carl Perkins, Ringo Starr, George Harrison en Eric Clapton, nam het nummer op voor het  album Blue suede shoes: A rockabilly session uit 1985.[9]
- Ronnie Hawkins nam het nummer in 1970 op met Duane Allman op steelgitaar. Het staat op zijn album Ronnie Hawkins uit hetzelfde jaar[10] en op de achterkant van de single Down in the alley.[11]
- Jerry Lee Lewis nam het nummer op voor zijn eerste album Jerry Lee Lewis uit 1958.[12] Hij bracht het ook vele malen live. Een uitvoering uit 1964 met The Nashville Teens als begeleidingsgroep staat op Live at the Star Club, Hamburg.
- Johnny Rivers nam het nummer op voor zijn album The Memphis Sun recordings uit 1978.[13] Het nummer staat ook op het dubbelalbum Secret agent man – The ultimate Johnny Rivers anthology 1964-2006 uit 2006.[14]

Johnny Hallyday nam een Franse versie op onder de naam Un garçon sur la route. Het nummer staat op het album Rock à Memphis uit 1975.